# Musikjahr 1535
Liste der Musikjahre

◄◄ | ◄ | 1531 | 1532 | 1533 | 1534 | Musikjahr 1535 | 1536 | 1537 | 1538 | 1539 | ► | ►►

Weitere Ereignisse
Dieser Artikel behandelt das Musikjahr 1535.

## Ereignisse
- Martin Agricola, der sich 1519 in Magdeburg als Musiklehrer niedergelassen und der Reformation angeschlossen hat, ist Kantor der zu einer einzigen städtischen Anstalt zusammengefassten Musikschulen. Neben seiner Lehraufgabe bemüht sich Agricola vor allem darum, der neuen protestantischen Bewegung eine eigene Kirchenmusik zu geben.
- Bonifacius Amerbach ist Professor der Rechtswissenschaft an die Universität Basel. 1535 wird er zum Stadtsyndikus von Basel ernannt.
- Pierre Attaingnant, der um 1527/1528 eine Variante des Notendrucks erfunden hat, die das Drucken in einem Arbeitsgang erlaubt, veröffentlicht von 1528 bis 1552 mehr als 50 Chansonsammlungen und einige „Tanzbücher“.
- Antoine Barbé hat – nach den Akten der Kathedrale von Antwerpen – von 1527 bis 1562 die Stelle des Kapellmeisters inne.
- Eustorg de Beaulieu steht in Lyon in den Diensten des Stadtgouverneurs Pomponio Trivulzio.
- Arnold von Bruck ist seit der zweiten Jahreshälfte 1527 in Wien Kapellmeister des österreichischen Regenten Erzherzog Ferdinand (dem späteren König und Kaiser Ferdinand I.) und zwar als Nachfolger von Heinrich Finck. Diese Stellung behält er über 18 Jahre.
- Hans Buchner ist Organist in der Pfarrkirche in Überlingen, behält aber seinen Wohnsitz in Konstanz.
- Pierre Certon wirkt seit dem Jahr 1529 in Paris an Notre-Dame.
- Jean Courtois ist 1534 und 1535 – wie schon in den Jahren 1516 bis 1517 – in Cambrai als petit vicaire tätig.
- Jehan Daniel ist Organist an der Kathedrale von Angers. Er wird diese Stelle bis 1540 innehaben.
- Benedictus Ducis, der von 1533 bis 1535 Pfarrer in Stubersheim war, ist von 1535 bis zu seinem Tod 1544 evangelischer Pfarrer in Schalkstetten.
- Pedro de Escobar steht in Portugal im Dienste des Monarchen Manuel I. (Portugal). Er ist Lehrer der Knaben an der Kapelle seines Sohnes Alfonso.
- Georg Forster ist seit 1534 Medizinstudent in Wittenberg. Er besucht dort zusätzlich die Vorlesungen von Philipp Melanchthon und M. Garbicius, und ist nach einiger Zeit auch Gast in Martin Luthers Tischgemeinschaft.
- Nicolas Gombert, der wahrscheinlich ein Schüler von Josquin Desprez († 1521) war, ist seit 1526 Mitglied der Hofkapelle von Kaiser Karl V. und seit 1529 maitre des enfants. Als Meister der Chorknaben ist Gombert für die musikalische und stimmliche Ausbildung der Knaben verantwortlich sowie für ihre Erziehung, ihre Unterbringung und ihr Wohlergehen. Der Chor besteht um diese Zeit aus 14 Erwachsenen, einem Organisten, einem „Souffleur“ (Kalkant oder Blasebalgtreter der Orgel) und etwa zwölf Chorknaben. Seit 1534 hat er eine kirchliche Sinekure in Tournai inne. Sein Name erscheint nicht in der Liste der Geistlichen, die in Tournai Messen lesen und er übt wohl keine priesterlichen Funktionen mehr aus.
- Lupus Hellinck ist Succentor an der Liebfrauenkirche in Brügge und seit dem 17. Juni 1523 an der Hauptkirche St. Donatian, was mit den Aufgaben der Chorleitung und des Unterrichts der Chorknaben verbunden ist.
- Nikolaus Herman ist Kantor und Lehrer an der Lateinschule in St. Joachimsthal. Hier arbeitet er unter anderem mit Johannes Mathesius zusammen, der dort ab 1532 als Rektor der Schule amtiert.
- Paul Hofhaimer ist spätestens seit 1522 Domorganist am Salzburger Dom im Dienst von Fürsterzbischof Kardinal Matthäus Lang von Wellenburg. Hofhaimer ist berühmt als exzellenter Organist, Orgellehrer und als Odenkomponist. Seine Kompositionen erfreuen sich großer Beliebtheit auch im Musikunterricht an den Lateinschulen.
- Gheerkin de Hondt, der von 1. August 1530 bis Februar 1532 als Singmeister an der Nieuwe Kerk in Delft wirkte, übt die gleiche Tätigkeit von 1532 bis 1539 an der Kirche St. Jakob in Brügge aus; dort ist er außerdem Mitglied der Sakramentsgilde.
- Clément Janequin ist seit 1534 Kapellmeister der Kathedrale von Angers.
- Hans Kotter lehrt seit 1534 als Schulmeister in Bern.
- Hans Kugelmann, der in den Diensten des Hauses Fugger in Augsburg stand, ist seit 1524 Trompeter und Hofkomponist beim Markgrafen Albrecht in Königsberg. Parallel zu seiner Tätigkeit bei Hofe ist er von 1534 bis zu seinem Tode Kapellmeister der Kantorei.
- Erasmus Lapicida, der um das Jahr 1521 vom Habsburger Erzherzog Ferdinand I. (Regierungszeit als Erzherzog 1521–1531) am Schottenkloster in Wien eine Präbende verliehen bekam, lebt dort die 26 restlichen Jahre seines Lebens.
- Jacotin Le Bel ist Mitglied der Hofkapelle des französischen Königs Franz I. Auf einer Liste der Gehaltsempfänger der Kapelle 1532/1533 erscheint er als haulte-contre und als chantre et chanoine ordinaire. Vom König bekommt er ein Kanonikat und eine Pfründe an der Kollegiatkirche Notre Dame in der Provinz Anjou. Jacotin verfasst mehr als 50 mehrstimmige Werke in über 100 Manuskripten und Drucken des 16. Jahrhunderts. 32 dieser Werke werden zwischen 1528 und 1553 von dem königlichen Notendrucker Pierre Attaingnant gedruckt.
- Johannes Lupi ist magnus vicarius und Subdiakon in Cambrai. Seit dem Jahr 1535 leidet er an einer Krankheit, die nicht näher genannt ist, und kann ihretwegen seine Funktionen bis 1537 nicht ausüben.
- Martin Luther dichtet – angeblich für die Weihnachtsbescherung seiner eigenen Kinder – das Weihnachtslied Vom Himmel hoch, da komm ich her. Luthers Kirchenlied Sie ist mir lieb, die werte Magd erscheint im Klugschen Gesangbuch erstmals im Druck.
- Stephan Mahu, der vielleicht schon ab Anfang der 1520er Jahre als Sänger und Posaunist Mitglied des Hofstaats von Königin Anna von Böhmen und Ungarn(1503–1547), der Ehefrau von Ferdinand I. ist, verpflichtet sich ab dem 14. November 1528 vertraglich zum lebenslangen Dienst bei ihr und Ferdinand. Dafür wird ihm im Gegenzug eine erhebliche Gehaltserhöhung zugesichert, die allerdings erst ab dem Jahr 1539 ausgezahlt wird. Zusätzlich übernimmt er zwischen September 1529 und März 1532 die Stelle eines Vizekapellmeisters der Wiener Hofmusikkapelle von Erzherzog Ferdinand unter Arnold von Bruck, und zwar bis zum Jahr 1539. Verschiedene Einzelwerke von Stephan Mahu erscheinen ab 1535 in seinen Sammelbänden des Wittenberger Musikverlegers Georg Rhau (1488–1548; von 1519 bis 1520 Leipziger Thomaskantor).
- Jachet de Mantua, der das Bürgerrecht von Mantua am 20. April 1534 erhalten hat, wird spätestens 1535 zum Magister der Kapellknaben und zum Kapellmeister an der Kathedrale St. Peter und Paul ernannt. Er dominiert damit nicht nur das Musikleben der Stadt, sondern gehörte auch zu den führenden Komponisten über die Landesgrenzen hinaus.
- Luis Milán, der vermutlich sein ganzes Leben in Valencia verbringt, veröffentlicht 1535 sein erstes Buch über ein musikalisches Gesellschaftsspiel mit dem Titel El juego de mandar.

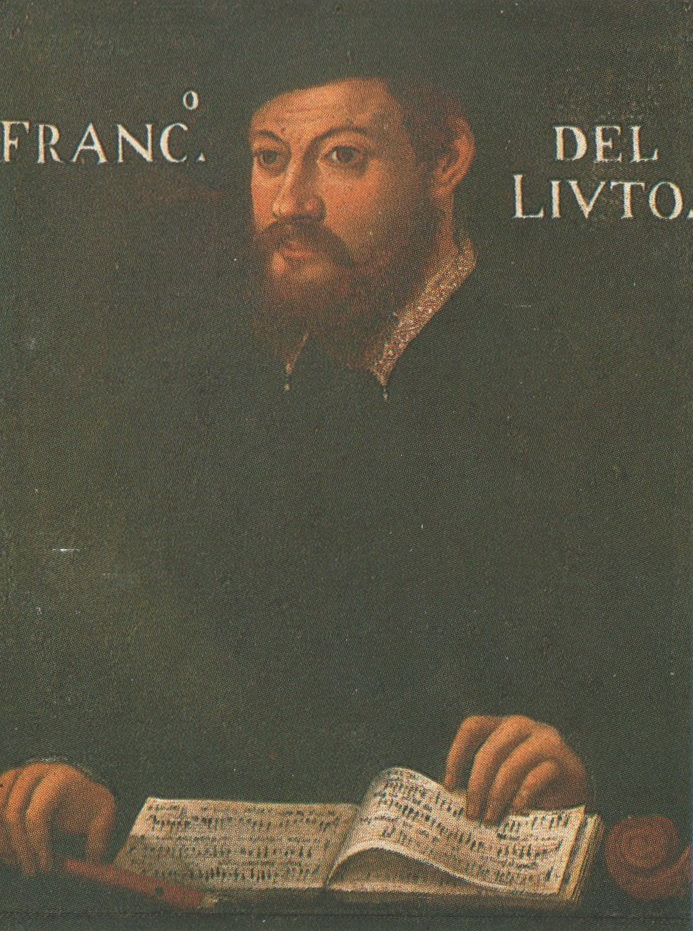
Francesco da Milano (etwa 1535)

- Francesco Canova da Milano ist ab 1535 in Rom als Lautenist und Violaspieler des Kardinals Ippolito de’ Medici und als Lehrer des Neffen von Papst Paul III., Ottavio Farnese, tätig.
- Cristóbal de Morales wird 1535 Sänger in der Sixtinischen Kapelle und lebt und wirkt zur Zeit des Pontifikates von Paul III. 10 Jahre lang in Rom.
- Anton Musa ist Stadtpfarrer in Jena. Als einer der ersten vom Landesherrn eingesetzten Superintendenten hat er zugleich die Aufsicht über die Geistlichen in den Ämtern Jena und Eisenberg sowie im Stift Bürgel. Seit dem Jahr 1529 erweitert sich sein Sprengel um die Ämter Stadtroda, Leuchtenburg, Kahla und Orlamünde. Er wirkt darüber hinaus als Superintendent und als Visitator im Vogtland und im Saalekreis.
- Luis de Narváez steht seit den 1520er Jahren im Dienst von Francisco de los Cobos y Molina (1477–1547), Komtur von León und Sekretär von Kaiser Karl V. Er lebt mit großer Wahrscheinlichkeit in Valladolid bis zum Tod seines Dienstherren 1547.
- Nicolas Payen, der wahrscheinlich zwischen 1522 und 1529 Chorknabe bei der capilla flamenca von Kaiser Karl V. gewesen ist und danach an einem nicht näher bekannten Ort seine musikalische Ausbildung fortgesetzt hat, wird ab 1534 wieder von der kaiserlichen Hofhaltung in den Gehaltslisten geführt.
- Ludwig Senfl heiratet 1535 in zweiter Ehe Maria Halbhyrn.
- Claudin de Sermisy ist Mitglied der Hofkapelle von König Franz I. von Frankreich. Ab dem Jahr 1533 ist der Komponist als sous-maître über alle Musiker der königlichen Kapelle tätig; die administrative Leitung hat Kardinal François de Tournon, ein enger Vertrauter des Königs. Als sous-maître leitet de Sermisy die Aufführungen der etwa 40 erwachsenen Sänger und sechs Chorknaben, welche die königliche Kapelle während der 1530er und 1540er Jahre besitzt; darüber hinaus ist er für das Wohl der Knaben verantwortlich und hat die Aufsicht über die liturgischen und musikalischen Bücher der Kapelle. Er übt dieses Amt bis etwa 1553 aus.
- Tielman Susato ist seit 1531 Mitglied der Antwerpener Stadtmusikanten; er spielt die Instrumente Flöte, Blockflöte, Krummhorn, Feldtrompete und Posaune und hat vielleicht auch die abendlichen Andachten der Bruderschaft begleitet.
- Thomas Tallis ist in den Jahren 1532 bis 1540 Organist an der Augustiner-Abtei Waltham nördlich von London.
- Adrian Willaert ist seit dem 12. Dezember 1527 Domkapellmeister zu San Marco in Venedig. Der Komponist behält dieses Amt 35 Jahre lang bis zu seinem Tod; erst durch sein Wirken bekommt diese Stelle ihre in ganz Europa herausragende Bedeutung. Willaert ist der Nachfolger von Petrus de Fossis († vor dem 7. Juli 1526).
- Luis Venegas de Henestrosa ist spätestens ab 1535 Mitglied der großzügigen Hofhaltung von Kardinal Juan Pardo de Tavera, dem Erzbischof von Toledo (Amtszeit 1534–1545).

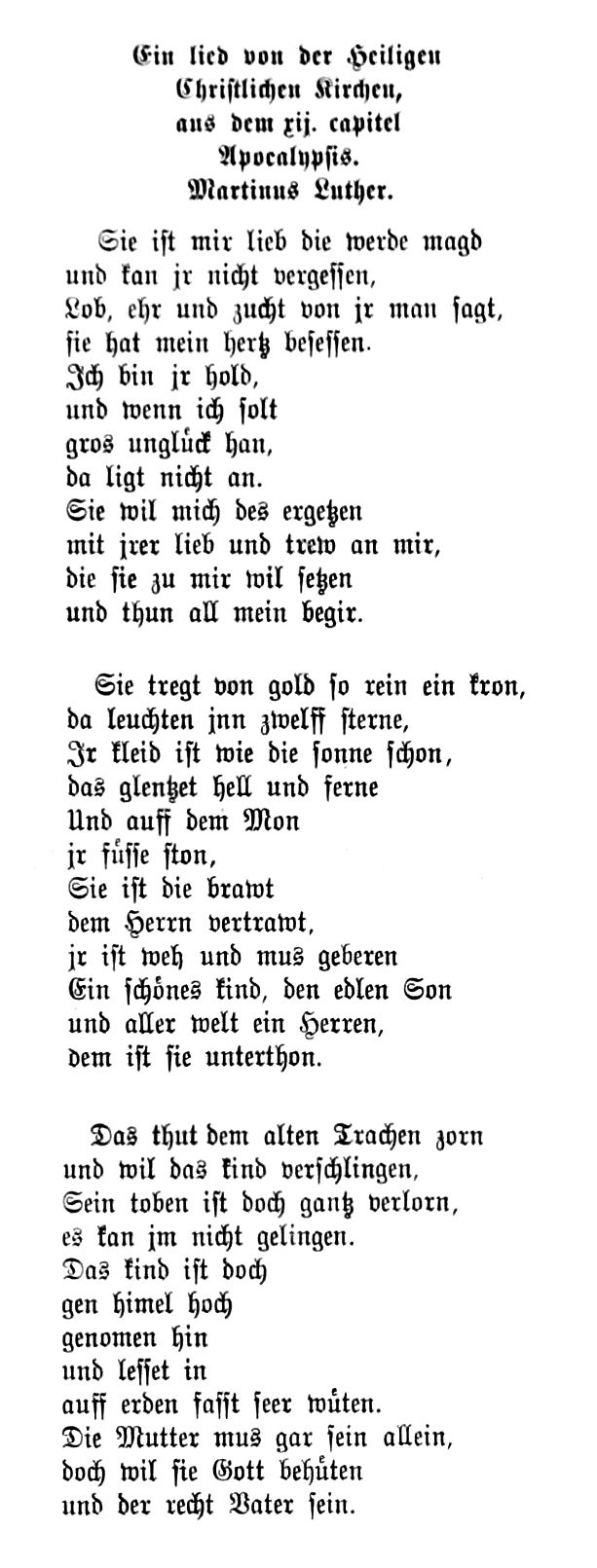
Martin Luther – Sie ist mir lieb, die werte Magd (Text)

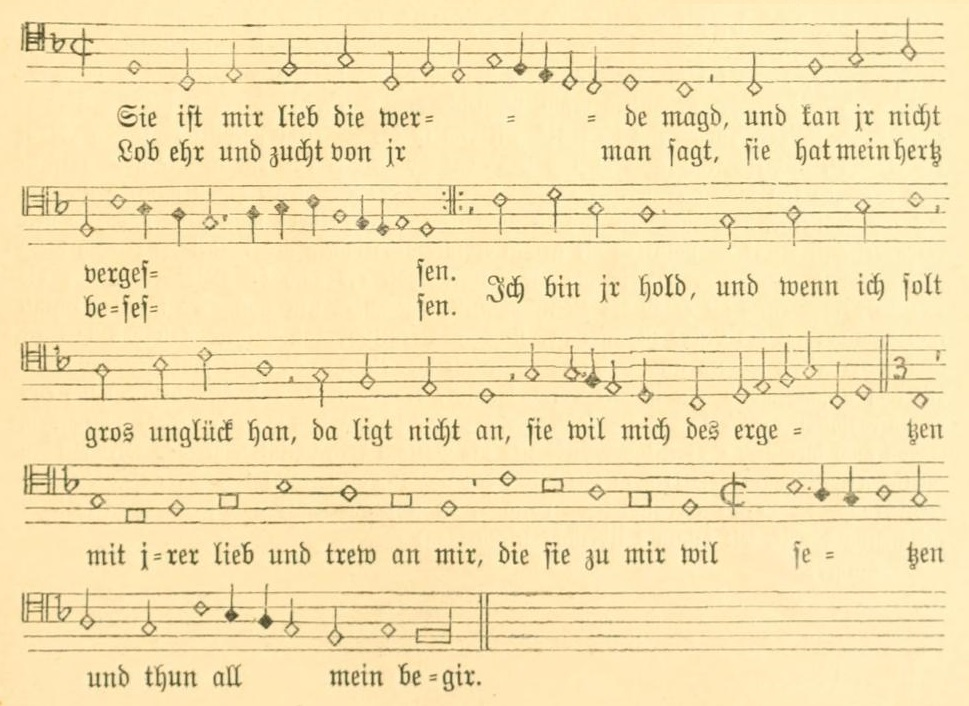

## Vokalwerke

### Geistlich
- Pierre Attaingnant (Hrsg.)
  - Motettorum, Buch 9: Noten und Audiodateien im International Music Score Library Project
  - Motettorum, Buch 12: Noten und Audiodateien im International Music Score Library Project
  - Motettorum, Buch 13: Noten und Audiodateien im International Music Score Library Project, darunter:
    - G. Jarsins – Respexit Elias: Noten und Audiodateien im International Music Score Library Project
- Sixt Dietrich – Magnificat octo tonorum. Liber primus: Noten und Audiodateien im International Music Score Library Project
- Nicolas Gombert – Salvator mundi, salva nos zu sechs Stimmen
- Georg Liban – In clarissimi Poloniae Praesulis Maecenatisque D. Petri Tomicii Cracoviensis olim Episcopi obitum… Saphicon. Ipso funeris die in aede Divi Stanislai decantatum
- Martin Luther
  - Vom Himmel hoch, da komm ich her
  - Sie ist mir lieb, die werte Magd

### Weltlich
- Benedictus Appenzeller – Een Venus dierken zu vier Stimmen (Frankfurt)
- Pierre Attaingnant (Hrsg.)
  - Chansons musicales esleves de plusieurs livres, Buch 1: Noten und Audiodateien im International Music Score Library Project
  - Chansons musicales esleves de plusieurs livres, Buch 2: Noten und Audiodateien im International Music Score Library Project
  - 29 Chansons nouvelles, Livre 1: Noten und Audiodateien im International Music Score Library Project
- Nicolas Gombert
  - Aultre que vous zu vier Stimmen
  - Celluy a qui mon cueur zu vier Stimmen
  - Tu pers ton temps zu vier Stimmen
- Wolfgang Grefinger – Ich stell leicht ab: Noten und Audiodateien im International Music Score Library Project
- Luis Milán – El juego de mandar
- Claudin de Sermisy
  - La, la, maistre Pierre: Noten und Audiodateien im International Music Score Library Project
  - Martin menait son pourceau: Noten und Audiodateien im International Music Score Library Project

## Musiktheoretische Schriften
- Mateus de Aranda – Tractado de canto mensurable: Noten und Audiodateien im International Music Score Library Project

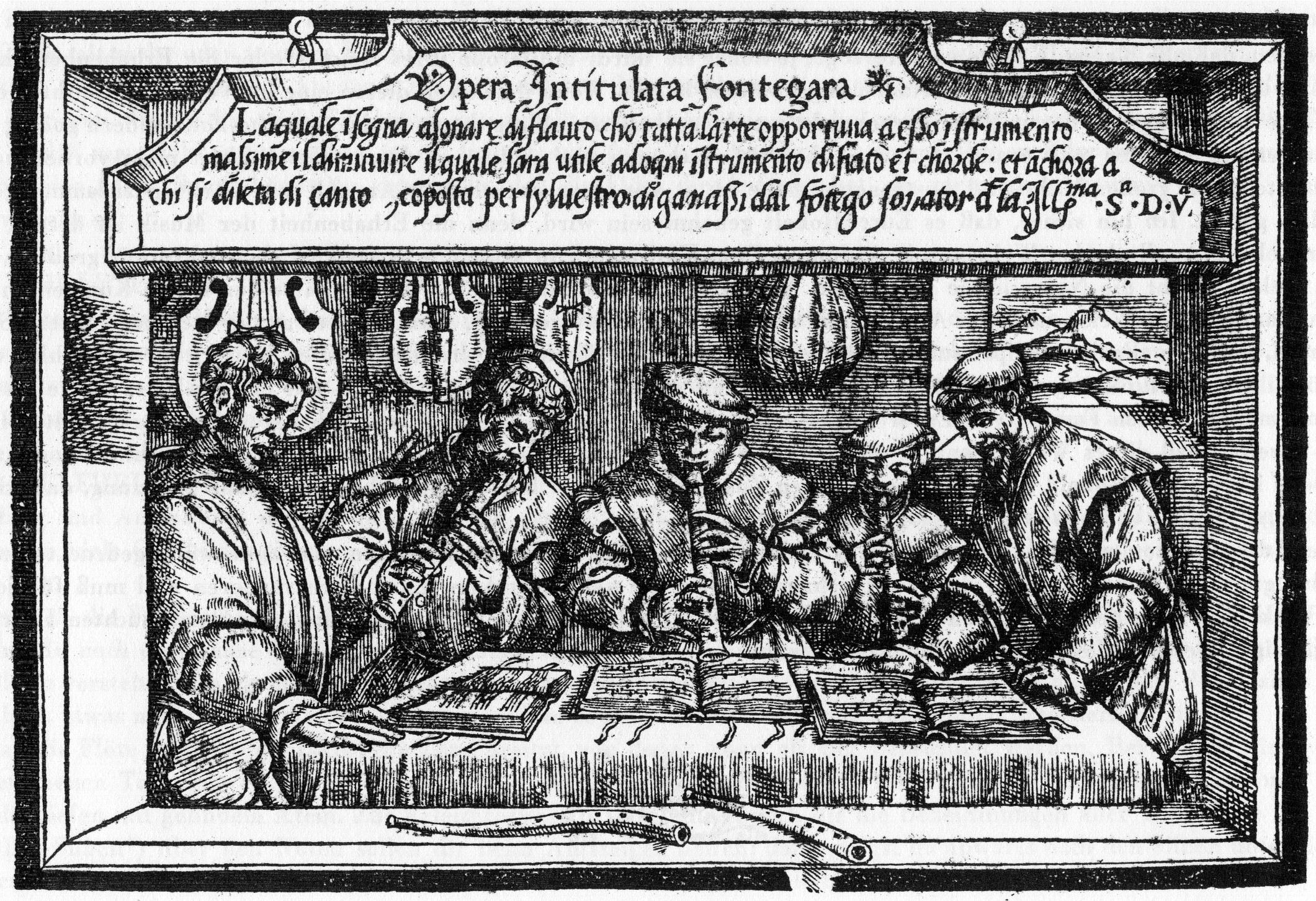
Silvestro Ganassi – Opera intitulata Fontegara (Titelbild, Venedig)

- Silvestro Ganassi dal Fontego – Opera intitulata Fontegara, Venedig: Noten und Audiodateien im International Music Score Library Project
- Andreas Ornithoparchus – De arte cantandi micrologus: Noten und Audiodateien im International Music Score Library Project

## Geboren

### Genaues Geburtsdatum unbekannt
- Bernhard Schmid, deutscher Komponist und Organist († 1592)
- Giaches de Wert, franko-flämischer Komponist, Sänger und Kapellmeister († 1596)

### Geboren um 1535
- Filippo Azzaiolo, italienischer Sänger und Komponist († nach 1569)
- Cyprian Bazylik, polnischer Komponist († um 1600)
- Mathias Gastritz, deutscher Organist und Komponist († 1596)
- Mikołaj Gomółka, polnischer Musiker und Komponist († nach 1591, um 1609)
- Marc’Antonio Ingegneri, italienischer Komponist († 1592)
- Giovanni Piero Manenti, italienischer Komponist († 1597)
- Leonard Meldert, franko-flämischer Komponist, Organist und Kapellmeister († 1610)
- Cesare Negri, italienischer Tanzmeister († um 1604)
- Robert Parsons, englischer Komponist († 1572)
- Rocco Rodio, italienischer Komponist und Musiktheoretiker († 1607)

## Gestorben

### Gestorben nach 1535
- François Dulot, französischer Komponist (* um 1480)
- Pedro de Escobar, portugiesischer Komponist (* zwischen 1465 und 1470)
- Bartolomeo Tromboncino, italienischer Komponist (* um 1470)